# Calumnia

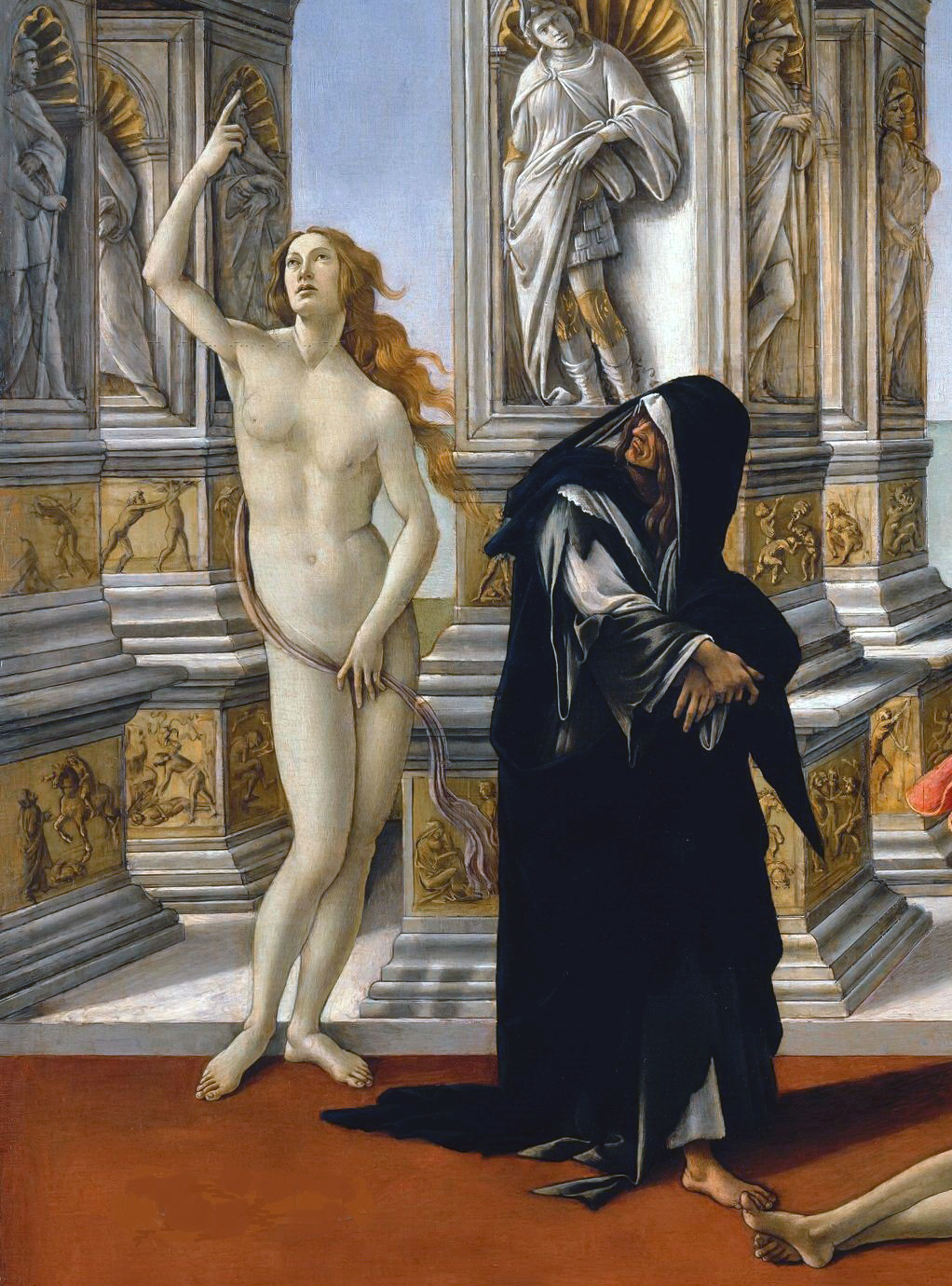
La Calumnia de Apeles, pintada por Botticelli

La calumnia consiste en la imputación falsa a una persona a la cual se culpa de un hecho que la ley califique como delito, a sabiendas de que este no existe o de que el imputado no es el que lo cometió. El acusado por delito de calumnia quedará exento de toda pena probando el hecho criminal que hubiere imputado, a lo que se denomina exceptio veritatis (excepto verdad). Por lo general, la calumnia se emplea en provecho malicioso a fin de perjudicar al imputado.

## Elementos
- La imputación ha de ser falsa, si no lo es y el acusado prueba la veracidad de su imputación, quedará exento de pena, ya que el hecho no es típico; aunque pudiera castigarse por injurias. Esto no quiere decir que todo el que denuncie un delito esté obligado a probarlo, hasta el punto de que, si no lo hace, incurre en calumnia, pues, como dice la sentencia del Tribunal Supremo de España de 14 de febrero de 2001, basta con que el sujeto crea en la veracidad de lo que imputa y que no actúe "con temerario desprecio a la verdad".

- La imputación ha de ser de hechos concretos y ha de recaer sobre persona determinada o determinable. Es indiferente que se le impute una intervención a título de autor o cómplice. También es indiferente que la calificación penal del hecho sea incorrecta.

En algunos países, como Chile, la calumnia se reserva solo para la acusación de delitos de acción penal pública (actualmente pueda perseguirse de oficio).
Sujeto pasivo de la calumnia solo puede ser la persona física, ya que no cabe imputar a una persona jurídica la comisión de un delito (societas delinquere non potest), y tampoco los colectivos sin personalidad pueden ser sujetos pasivos de este delito.
Son posibles las distintas modalidades de comisión de la injuria. Específicamente el Código Penal de España, se refiere, a efectos de determinar la pena a imponer, a las que se propaguen con publicidad o no.

### Tipo subjetivo
Para afirmar la presencia de dolo es preciso que el sujeto tenga conocimiento de la falsedad de lo que imputa o que la imputación, objetivamente falsa, se haga con "temerario desprecio de la verdad". Igual que sucede con la injuria grave, consistente en la imputación de hechos falsos, este temerario desprecio de la verdad debe considerarse como un dolo eventual.
Es discutible si se exige una especial intención, además del dolo, y la solución radica en la propia naturaleza del delito, pues si se considera la calumnia como un delito contra el honor, será necesario el ánimo de deshonrar en el sujeto activo; pero esto no ocurre si se le considera un delito contra los intereses de la Justicia. De la especial índole de la calumnia en la ley penal se desprende que es más viable la primera solución. En todo caso el dolo debe abarcar la conciencia de la falsedad de la imputación o el temerario desprecio a la verdad, y el animus iniurandi.

### Tentativa
Para que se consuma es necesario que la calumnia llegue a conocimiento del calumniado, además, son posibles teóricamente las distintas formas de tentativa.

## Delitos privados
En algunos ordenamientos, la calumnia, forma parte de los denominados Delito de acción privada, lo que quiere decir que para su persecución no basta con la mera denuncia. Los poderes públicos no tienen capacidad para actuar de oficio en la persecución de los delitos de calumnias.
Por el contrario, es necesario que la persona interesada participe en el juicio a través de una querella. Por otro lado, el juicio funcionará muy parecido a un juicio del orden civil, con parte demandada y demandante y con la posibilidad de que se llegue a un acuerdo o de que exista el desistimiento.